# Théodore d'Artois
Louis Armand Théodore Dartois de Bournonville dit Théodore d'Artois, né le 6 septembre 1786 à Beaurains-lès-Noyon et mort le 1er janvier 1845 à Versailles, est un auteur dramatique, chansonnier et poète français.
Il est le frère des dramaturges Armand d'Artois (1788-1867) et Achille d'Artois (1791-1868).

## Biographie
Clerc de notaire, il devient en 1805 sous-lieutenant dans un régiment commandé par La Tour d'Auvergne. Receveur particulier des droits réunis (1812), garde du corps (1815) et capitaine d'infanterie (1815-1820), il travaille de 1820 à 1830 comme secrétaire du gouverneur du château de Meudon.
Il se fait connaître en 1815 en participant au livret du Roi et la ligue, en collaboration avec Emmanuel Théaulon, mis en musique par Nicolas-Charles Bochsa.
Ses pièces ont été représentées sur les plus grandes scènes parisiennes du XIXe siècle : Théâtre-Français, Théâtre du Vaudeville, Théâtre de la Porte Saint-Martin, Théâtre de l'Opéra-Comique, etc.

## Œuvres
- Le Roi et la Ligue, opéra-comique en deux actes, musique de Nicolas-Charles Bochsa, paroles de Théaulon et D'Artois, 1815.
- Charles de France ou, Amour et Gloire, opéra comique en deux actes, avec musiques de François-Adrien Boieldieu et Ferdinand Hérold, paroles de Théaulon et D'Artois, 1816.
- Robinson dans son isle, comédie en un acte, mêlée de couplets et a spectacle, avec Nicolas Brazier, 1817.
- Le Père et le Tuteur, ou l'École de la jeunesse, comédie en cinq actes et en vers, 1822.
- Le Laboureur ou, Tout pour le Roi ! Tout pour la France !, comédie en un acte et en prose, avec Emmanuel Théaulon et de Rancé, 1823.
- Le Mariage de convenance, comédie-vaudeville en deux actes, 1824.
- Les Deux Officiers, vaudeville en un acte, avec D'Artois et Théodore Anne, 1824.
- Les Châtelaines, ou les Nouvelles Amazones, vaudeville en un acte, 1825.
- L'Ami intime, comédie en un acte, mêlée de couplets, avec Théaulon, D'Artois et Ferdinand Laloue, 1825.
- Caius Gracchus ou le Sénat et le Peuple, tragédie en cinq actes et en vers, 1833.